# جویندگان کسوف
جویندگان کسوف (به انگلیسی: Eclipse Chasers) مجموعه مستند علمی ۱۳ قسمتی به کارگردانی سیاوش صفاریان‌پور، نویسندگی و تحقیق بابک امین‌تفرشی و تهیه‌کنندگی محمدفؤاد صفاریان‌پور است که به بررسی و ثبت خورشیدگرفتگی‌های مهم جهان در ۱۰ سال (از سال ۱۳۷۸ تا ۱۳۸۸) می‌پردازد و تولید آن ۱۰ سال، و تدوین، نوشتن متن فیلم‌نامه‌ی مستند نیز ۲ سال به طول انجامیده‌است.

## تهیه و تولید
ایدهٔ اولیه و تولید «جویندگان کسوف» به خورشیدگرفتگی سال ۱۳۷۴ که (هنگام مشاهده آن توسط سیاوش) در بیرجند ۱۷ ثانیه طول نمی‌کشد، برمی‌گردد. پس از این رویداد می‌باشد که کارگردان و دیگر همکاران تهیه و تولید اثر، به رویداد «خورشیدگرفتگی» علاقه‌مند می‌شوند.
در خورشیدگرفتگی ۲۰ مرداد ۱۳۷۸ که ایران (برای رصد) یکی از بهترین مکان‌های رصدی برای این خورشیدگرفتگی بود و سفر دیگر علاقه‌مندان این رویداد به ایران و پخش زندهٔ این رویداد از تلویزیون و استقبال مردم، هرچه بیشتر این گروه دونفره (سیاوش و بابک) را مصمم می‌کند که دست به ثبت، تهیه و تولید چنین مستندی بزنند.
سیاوش و بابک پس از ثبت خورشیدگرفتگی ۳۱ خرداد ۱۳۸۰ در زامبیا قاره آفریقا تصمیم می‌گیرند فیلم مستندی تحت عنوان «سایه در قاره سیاه» بسازند. در خورشید گرفتگی ۲ آذر ۱۳۸۲ در شرق قاره جنوبگان قسمت دیگر از مستند تحت عنوان «سایه در قاره سپید (سفید)»، پس از انجام تدارکات و مراحل اولیه سفر توسط حمید جدیری خداشناس، می‌سازند. این دو نفر از اول این‌گونه تصمیم می‌گیرند که مستندی دوگانه با نام‌های مذکور تهیه نمایند، اما روی دادن خورشیدگرفتگی‌های بعدی، آن‌ها را به‌سوی تهیه و ثبت قسمت‌های دیگر و ادامه دادن کار مستند می‌کشاند.
آنها در ادامه کار خود، با رخ دادن خورشیدگرفتگی ۱۹ فرودین ۱۳۸۴ در جنگل‌های آمازون کشور برزیل تصمیم قسمت دیگری به نام «سایه در قاره سرخ» تهیه نمایند و مستند را در ۳ قسمت به پایان برسانند، اما خورشیدگرفتگی ۹ فروردین ۱۳۸۵ که در قونیه کشور ترکیه رخ داد، بار دیگر تصمیم می‌گیرند که قسمت دیگر از این مستند را تهیه نمایند و در این زمان است که تصمیم می‌گیرند مجموعه مستندی ۱۰ ساله (از سال ۱۳۷۸ تا ۱۳۸۸) تهیه و تولید نمایند. در قسمت‌های بعدی مستند، خورشیدگرفتگی ۱۱ مرداد ۱۳۸۷ در شمال سیبری در روسیه، خورشیدگرفتگی ۳۱ تیر ۱۳۸۸ در شانگهای کشور چین و وسط اقیانوس آرام (به‌عنوان طولانی‌ترین کسوف قرن ۲۱) تهیه و تولید شد. در این مجموعه مستند، ۸ کسوف مهم جهان رصد و ثبت شد.
پس از ضبط و تهیه ۱۰ ساله فیلم‌های خورشیدگرفتگی، نوبت به تدوین و نوشتن داستان و فیلم‌نامه مستند بود. باتوجه به انجام پژوهش و استناد به علم، پژوهش و تحقیق خاصی برای نوشتن فیلم‌نامه و متن مستند لازم بوده‌است که بابک امین تفرشی نوشتن فیلم‌نامه را بر عهده می‌گیرد. پس کار نوشتن متن توسط بابک امین‌تفرشی و تدوین فیلم‌های گرفته‌شده توسط شیوا علیمحمدی و سیاوش صفاریان‌پور در نهایت ۲ سال به طول می‌انجامد.

## نمایش و بخش
اولین قسمت این مستند در جمعه‌شب ۸ام اردیبهشت ۱۳۹۰ ساعت ۲۳ از شبکهٔ چهارم سیما بخش شد. تمام سیزده قسمت این مستند، پس از بخش اولین قسمت، هر جمعه‌شب ساعت ۲۳ از شبکهٔ چهار سیما بخش شد. هم‌چنین در ۴ام دی‌ماه ۱۳۹۳ نیز مجموعه ۱۳ قسمتی این مستند به صورت روزانه از شبکه مستند سیما بخش شد.
این مجموعه مستند در اولین جشنواره تلویزیونی جام‌جم، در دو بخش «بهترین کارگردانی مجموعه مستند تلویزیونی» و «بهترین تصویربرداری مستند» نامزد شد که در نهایت برگزیده نشد.

## قسمت‌ها
در مجموع این مستند، در ۱۳ قسمت حدوداً ۳۰ دقیقه‌ای، ۸ خورشیدگرفتگی مهم را به تصویر کشیده‌است که تاریخ و مکان آن‌ها در زیر آمده‌است:
| خورشیدگرفتگی‌ها   | تاریخ فیلم‌برداری               | مکان فیلم‌برداری                                                                |
| ---------------- | ------------------------------ | ------------------------------------------------------------------------------ |
| خورشیدگرفتگی ۱ام | ۰۲ آبان ۱۳۷۴ — ۲۴ اکتبر ۱۹۹۵   | مرز ایران و افغانستان، ایران، شرق بیرجند                                       |
| خورشیدگرفتگی ۲ام | ۲۰ مرداد ۱۳۷۸ — ۱۱ اوت ۱۹۹۹    | ایران، غرب ایران                                                               |
| خورشیدگرفتگی ۳ام | ۳۰ خرداد ۱۳۸۰ — ۲۱ ژوئن ۲۰۰۱   | قاره آفریقا، کشور زامبیا                                                       |
| خورشیدگرفتگی ۴ام | ۰۲ آذر ۱۳۸۲ — ۲۳ نوامبر ۲۰۰۳   | قاره جنوبگان، شرق قاره                                                         |
| خورشیدگرفتگی ۵ام | ۱۹ فرودین ۱۳۸۴ — ۰۸ آوریل ۲۰۰۵ | قاره آمریکا، کشور برزیل، جنگل‌های آمازون                                        |
| خورشیدگرفتگی ۶ام | ۰۹ فروردین ۱۳۸۵ — ۲۹ مارس ۲۰۰۶ | کشور ترکیه، محدوده قونیه، کاپادوکیه                                            |
| خورشیدگرفتگی ۷ام | ۱۱ مرداد ۱۳۸۷ — ۰۱ اوت ۲۰۰۸    | کشور روسیه، سیبری، شمال سیبری                                                  |
| خورشیدگرفتگی ۸ام | ۳۱ تیر ۱۳۸۸ — ۲۲ ژوئیه ۲۰۰۹    | گروه یک: کشور چین، شانگهای گروه دو: اقیانوس آرام، وسط اقیانوس، مرز دریایی ژاپن |

## عوامل
- کارگردان: سیاوش صفاریان‌پور[۱۳]
- تهیه‌کننده: محمدفؤاد صفاریان‌پور[۱۳]
- دستیار تهیه: سید هادی حسینی[۱۳]
- مدیر تولید: شهروز خلیل‌مقدم[۱۳]
- برنامه‌ریز و هماهنگی علمی سفرها: بابک امین تفرشی[۱۳][۱]
- تدوین: شیوا علیمحمدی،[۱۳] نازنین حیدری، سیاوش صفاریان‌پور[۵][۶]
- انیماتور و پویانمایی: ایمان سحرخیز[۱۱]
- مشاور کارگردان: محمدفؤاد صفاریان‌پور[۱۳]
- نویسنده و محقق: بابک امین تفرشی[۱۳]
- مدیر دوبلاژ: هومن باقری[۱۳]
- گفتار متن (راوی): اسماعیل میرفخرایی[۱۳]
- صدابردار استودیو: قاسم کاظمی[۱۱]
- صداگذاری و اتالوناژ: شیوا علیمحمدی[۱۳]
- انتخاب موسیقی: سیاوش صفاریان‌پور[۱۳]
- روابط عمومی: محمدجواد ترابی[۱۳]
- تصویربرداران: سیاوش صفاریان‌پور، بابک امین تفرشی، شهروز خلیل‌مقدم، گرنات مایزر، 
دیوید مکپیس، آیرین شیوایی، اسدالله قمری‌نژاد (فیلمبرداری تلسکوپ)،[۵] حمید جدیری خداشناس[۱۳]